# Automotrice FS ALe 781
L'automotrice ALe 781 era una automotrice leggera elettrica delle Ferrovie dello Stato Italiane derivata dalla trasformazione dell'elettromotrice ALe 400 tra il 1964 e il 1969.

## Storia
Vennero trasformate tra il 1964 e il 1969 dalla Breda per servizi a lunga percorrenza e vennero soprannominate ocarine per la loro forma a serpente.
Le elettromotrici subirono la rimozione della cucina, del bagagliaio e l'aggiunta di 38 posti a sedere. Prestarono servizio fino agli anni '90 e nello stesso decennio vennero demolite. La 005 è conservata al Museo Ferroviario Piemontese.  Essa non venne mai restaurata, viste le sue pessime condizioni.

## Caratteristiche
L'elettromotrice è lunga 27,667 mm.
- Le ruote hanno un diametro di 910 mm.

- La massa a vuoto è di 38 T.

- I posti in totale sono 78.

- Ogni unità aveva 2 cabine di guida.

- Le unità trasformate sono 8 e vennero classificate ALE  781 001-008.

- l rodiggio era bo-bo

- Il rodiggio era 16/43 o 18/43 (solo su 2 unità.)

- I motori erano 4

- La velocità massima era 115  km/h su 6 unità e 130km/h su 2 unità con il rapporto 18/43.